# Highlands (Nowy Jork)
Highlands – miasto w Stanach Zjednoczonych, w stanie Nowy Jork, w hrabstwie Orange.